# Stavbjörnbär
Stavbjörnbär (Rubus leptothyrsos) är en rosväxtart som beskrevs av Gottlieb Braun. Stavbjörnbär ingår i släktet rubusar, och familjen rosväxter. Inga underarter finns listade i Catalogue of Life.